# Waleria Sikorzyna
Waleria Sikorzyna (ur. 24 listopada 1901 w Kałuszu, zm. 18 listopada 1975 w Londynie) – polska krawcowa, wizjonerka i medyczka niekonwencjonalna.

## Życiorys
Urodziła się w rodzinie robotniczej. Była córką Eleonory i Józefa Hładków (ojciec pisał sztuki dla młodzieży i prowadził dziecięce teatrzyki). W Kałuszu ukończyła siedem klas szkoły podstawowej (powszechnej), ale dalszej nauki odmówiła, pragnąc kształcić się w zawodzie krawca. Krawiectwa uczyła ją prywatnie ciotka. Po dwóch latach nauki założyła własną pracownię krawiecką. 10 lutego 1940 wraz z rodziną została wysiedlona przez Sowietów i po 40 dniach podróży w nieludzkich warunkach została osiedlona w Wiatce. Pracowała początkowo jako drwal, a następnie robotnica tartaczna. W styczniu 1941 rodzina pojechała do Taszkentu i przyłączyła się do Armii Andersa. Pracowała w ochronce dla dzieci polskich, szpitalu, a potem w Pomocniczej Służbie Kobiet. Wraz z armią przeszła szlak przez Iran, Palestynę i Włochy do Londynu, gdzie ostatecznie osiadła i otworzyła pracownię krawiecką.
W Londynie, a także rzadziej we wcześniejszym okresie (lata międzywojenne), stosowała bezpłatne kuracje dla każdego, kto się do niej zgłosił za pomocą leczniczych promieni, które oddziaływały poprzez jej ręce. Uważała to, jak również zdolność przewidywania przyszłości, za dary boże. M.in. w 1938 miała sen, w którym pojawić się miał, jej nieżyjący już wówczas Józef Piłsudski, który wskazał, że 1 września 1939 Niemcy zaatakują Polskę. Przewidywała również wyniki meczów zespołu TESP Kałusz, ostrzegała ludzi przed pożarami czy kradzieżami. Nie ustawała w działaniach paramedycznych również, kiedy jej stan zdrowia znacznie się pogorszył (choroby serca i żylaki). Zachowała się po niej liczna korespondencja (około 15.000 listów, głównie z podziękowaniami za uleczenia). Listów tych było więcej, jednak początkowo systematycznie niszczyła korespondencję. 
Na tablicy pamiątkowej w kościele św. Andrzeja Boboli w Londynie wyryto napis: wyróżniona Bożym darem jasnowidzenia, rozpoznawania i leczenia chorób [...] niosła pomoc i ulgę bliźnim.

## Odznaczenia
Została odznaczona Krzyżem Kawalerskim Polonia Restituta (20 sierpnia 1972, w dniu 50-lecia ślubu) oraz odznaczeniem Exuli Bene de Ecclesia Merito (Wygnańcowi dobrze zasłużonemu dla Kościoła).

## Rodzina
22 sierpnia 1922 wyszła za mąż za trenera piłki nożnej polskiego zespołu piłkarskiego TESP Kałusz Mieczysława Sikorę i miała z nim dwójkę dzieci.